# Ločica ob Savinji
Ločica ob Savinji este o localitate din comuna Polzela, Slovenia, cu o populație de 653 de locuitori.